# General Bernardo O’Higgins
Base General Bernardo O’Higgins – całoroczna stacja polarna należąca do Chile, położona na Trinity Peninsula (Ziemia Grahama) na Półwyspie Antarktycznym. Została oficjalnie otwarta 18 lutego 1948 roku w obecności prezydenta Gabriela Gonzaleza Videli, jako jedna z pierwszych stacji na Antarktydzie.

## Położenie

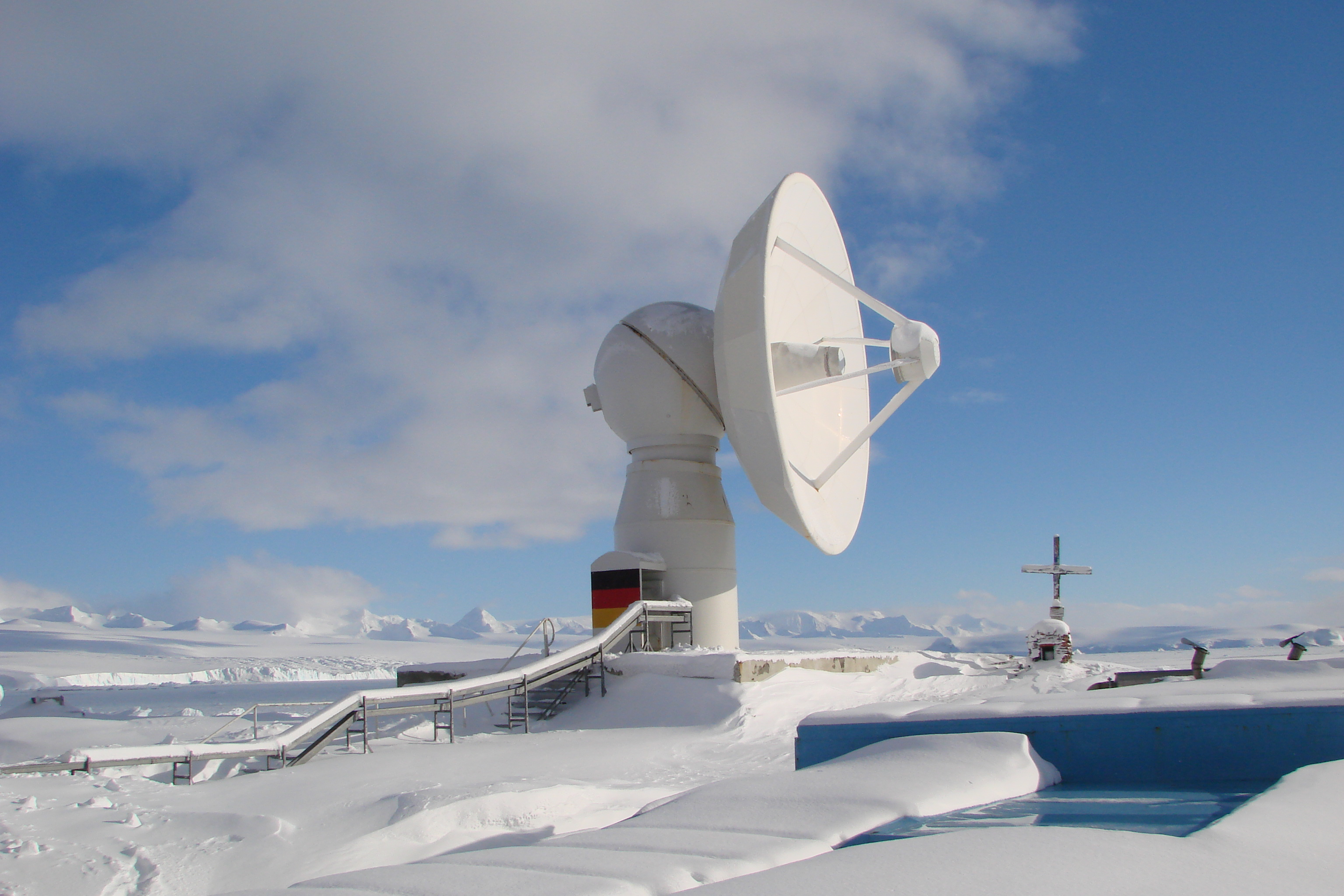
Stacja śledzenia satelitów GARS-O’Higgins

Stacja znajduje się na niewielkim skalistym przylądku Legoupil pośród lodowych wybrzeży. W niewielkiej odległości od jej zabudowań znajduje się niemiecka stacja śledzenia satelitów GARS-O’Higgins.
Patronem stacji jest Bernardo O’Higgins, przywódca powstania, które pozwoliło Chile stać się niepodległym państwem.

## Badania
W stacji prowadzone są badania geologiczne, w szczególności nad związkami historii geologicznej Patagonii i Półwyspu Antarktycznego. Prowadzi się także badania fauny morskiej, zwłaszcza szkarłupni żyjących na dnie morskim w pobliżu stacji i pingwinów, których lęgowiska znajdują się w pobliżu. Długotrwała obecność człowieka w tym relatywnie odizolowanym miejscu daje także możliwości badania jego wpływu na środowisko.